# Голо бърдо (планина)
Вижте пояснителната страница за други значения на Голо бърдо.
Голо бърдо е планина в Западна България. Част е от Краищенската област. Заема югоизточния край на Руйско-Верилската планинска редица.

## Географска характеристика
Планината се простира от северозапад на югоизток на около 25 km, а ширината ѝ е 6 – 7 km. На североизток и югозапад склоновете ѝ постепенно затъват съответно в Пернишката и Радомирската котловина. На запад Чардакския пролом на река Струма я отделя от планината Черна гора, а на югоизток най-горното течение на Струма – от Витоша. Южно от село Боснек чрез седловина висока 933 m двете планини (Голо бърдо и Витоша) се съединяват.
Билото на планината е разположено на 1000 – 1100 m н.в., а склоновете ѝ са слабо наклонени, обезлесени и набраздени от долове. Най-високата ѝ точка е връх Ветрушка (1157,7 m), разположен на около 3 km югозападно от град Перник. Изградена е от триаски варовици, доломити и мергели. Масово развитие имат повърхностният и подземният карст, а по периферията ѝ бликат множество карстови извори. Климатът е умерено континентален. Почти цялата планина се отводнява от малки и къси леви притоци на Струма, а крайните ѝ южни склонове – от десните притоци на река Арката (ляв приток на Струма). Почвената покривка е представена предимно от канелени и светлокафяви горски почви, силно ерозирани. Тук-таме по северните ѝ склонове са запазени редки широколистни гори. В резервата Острица, една от най-старите защитени територии в България, вирее разнообразна тревна асоциация с редки растителни видове.

## Селища
В подножието на планината са разположени 3 града и 6 села: Батановци, Горна Диканя, Долна Диканя, Друган, Кралев дол, Перник, Радомир, Старо село и Студена.

## Хижи
В планината са разположени хижите „Славей“, „Орлите“, „Кралев дол“ и „Бели кладенци“.
- Хижа „Славей“ е разположена е в местността Ранчово градище, на 1100 m н.в. В близост е бившата изкуствена ски писта „Голо бърдо“, за момента нефункционираща. Хижата представлява масивна двуетажна сграда с капацитет 40 места. Сградата е водоснабдена, електрифицирана, отоплява се с печки на ток и на твърдо гориво, туристическа кухня и столова. Съседни туристически обекти: в близост – останки от три от крепостите на Кракра Пернишки – Голямо градище, Малко градище и Ранчово градище, х. „Орлите“ – 1,30 ч, х. „Кралев дол“ – 1,30 ч. Изходни места: гара Перник (на жп линия София – Радомир – Кулата (Гюешево) – 1,30 ч. Стопанин: Тур. дружество „Кракра Пернишки“ – гр. Перник, 2300, ул. „Физкултурна“ 1, тел.: 076 / 2-34-50

- Хижа „Орлите“ е разположена в местността Червена ябълка, на 950 m н.в. Има ски писта с малък влек. Хижата представлява масивна двуетажна сграда с капацитет 55 места. Сградата е електрифицирана, водоснабдена, с централно парно отопление, туристическа столова, ресторант. Съседни туристически обекти: х. „Славей“ – 1,40 ч, връх Острица (1147 m) и едноименния поддържан резерват – 2,00 ч, х. „Кралев дол“ – 3,00 ч. Изходни места: гр. Радомир (гара на жп линия София – Кулата (Гюешево) – 1,30 ч. Стопанин: Туристическо дружество „Орлите“ – гр. Радомир, 2400, ул. „Батенберг“ 15, тел.: 0777 / 25 – 79. Към 25.12.2020 г. хижа „Орлите“ не е действаща. Сградата е изоставена, руши се и е неизползваема. Асфалтовият път до нея е в отлично състояние, но туристи не могат да разчитат на подслон в хижата.

- Хижа „Кралев дол“ е разположена в близост до село Кралев дол. Представлява масивна двуетажна сграда с капацитет 20 места. Намира се в близост до село Кралев дол. Хижата не работи.

- Хижа „Бели кладенци“ е разположена в месността Бели кладенци в района на резерват „Острица“, намира се на половината разтояние между хижа „Славей“ и хижа „Кралев дол“, няма хижар, но е винаги отворена, има чаена и спално помещение, оборудвани с печки на твърдо гориво.

## Транспорт
През югоизточната част на планината, от долината на река Струма до село Долна Диканя, на протежение от 7,3 km преминава участък от автомагистрала „Струма“.
По северозападното ѝ подножие, между Радомир и Перник, на протежение от 11,5 km преминава участък от първокласен път № 6 от Държавната пътна мрежа ГКПП „Гюешево“ – София – Карлово – Бургас.
Успоредно на първокласния път между гарите Перник и Радомир преминава и участък от трасето на жп линия София – Радомир – Кулата (Гюешево)

## Защитени територии
- Поддържан резерват Острица – площ 135,99 ha – естествено находище на ценни растителни екземпляри;[2]
- Защитена местност Голо бърдо – находище на муховидна пчелица – площ 10,62 ha – опазване на муховидна пчелица (Ophrys insectifera) и неговото местообитание.[3]

## Други
На Голо бърдо е наречена улица в квартал „Лозенец“ в София (Карта).

## Топографска карта
- Лист от карта K-34-58. Мащаб: 1 : 100 000.
- Лист от карта K-34-59. Мащаб: 1 : 100 000.